# Baba (romanzo)
(da Baba)
Baba è un racconto lungo di Carlo Cassola scritto nel 1946. Esso venne pubblicato dapprima a puntate su Il Mondo e in seguito, nel 1955, dalla casa editrice Nistri-Lischi e infine ne Il taglio del bosco da Einaudi nel 1959.
Baba è il primo racconto ambientato nella lotta clandestina e, secondo Giuliano Manacorda,"... solo una classificazione molto superficiale potrebbe farlo collocare nel gusto della narrativa neorealistica o, più in generale, della letteratura impegnata. Due ragioni almeno concorrono a distinguerlo da quei generi, il frequente intersecarsi del motivo esistenziale a quello della lotta partigiana (...) e l'assoluta assenza di accenti eroici o parenetici, con la prevalenza invece - come in tutti i racconti cassoliani di questo tipo - di toni dimessi e sfiduciati, che colgono piuttosto la perplessità degli atteggiamenti politici che il loro entusiasmo e la loro certezza".

## Trama
La vicenda ha inizio dopo l'8 settembre 1943 ed è condotto in prima persona. A raccontare è Fausto, un giovane intellettuale che decide di prendere contatto con i comunisti e di agire nel gruppo partigiano comandato da Baba. Egli assumerà il nome di battaglia di Topo e raggiungerà sul monte Voltraio un piccolo e male in arnese gruppo, ma, al momento di decidere se restare nascosto o aggregarsi in modo definitivo ai partigiani, il giovane professore, pur essendosi impegnato con Baba, preferirà raggiungere a Roma la sorella e trovare rifugio.
Quando in seguito incontrerà Baba, costui, da militante tenace e convinto, invita Fausto, debole intellettuale, a rimanere perché il partito ha bisogno anche di quadri borghesi e la lotta è solo all'inizio. La risposta che ottiene è però negativa. Fausto, dopo aver detto a Baba che non si sentiva comunista e che se fosse rimasto avrebbe certamente disertato un'altra volta, lo saluta e il racconto termina con le parole di Fausto.
«Da allora non sono più tornato al paese. Non ho più rivisto né Baba né gli altri, e non ho più riportato alla biblioteca del partito Socialismo scientifico e materialismo storico di Friedrich Engels».

## Osservazioni della critica
Come scrive Rodolfo Macchioni Jodi, "L'intellettuale rimane a coltivare nell'inerzia i suoi astratti ideali umanitari, il suo generico antifascismo. (...) Fra i due la presenza dell'intellettuale non è tanto quella di un protagonista, quanto piuttosto quella di un testimone discreto che si affaccia su un mondo nel quale non riesce ad inserirsi.(...) L'autentico protagonista è Baba, con la sua umanità scabra eppure dolente, con la sua parsimonia di gesti e parole...".
Salvatore Battaglia, nel saggio Le ragioni narrative, ha osservato che "... il rapporto fra l'attività rivoluzionaria di Baba e l'assenteismo di Fausto, è felicemente bilanciato nell'economia del racconto e nel suo più delicato senso".

## Edizioni
- Carlo Cassola, Baba, Nistri-Lischi, 1955.
- Carlo Cassola, Baba in Il taglio del bosco, Einaudi, 1959.